# Hellula subbasalis
Hellula subbasalis là một loài bướm đêm trong họ Crambidae.